# Science-Fiction-Jahr 1885
Übersicht

◄◄ | ◄ | 1881 | 1882 | 1883 | 1884 | Science-Fiction-Jahr 1885 | 1886 | 1887 | 1888 | 1889 | ► | ►►

Weitere Ereignisse

## Neuerscheinungen Literatur
| Deutscher Titel       | Deutschsprachiges Erscheinungsjahr | Originaltitel                  | Autor             | Anmerkungen |
| --------------------- | ---------------------------------- | ------------------------------ | ----------------- | ----------- |
| Der Wald kehrt zurück | 1983                               | After London, or, Wild England | Richard Jefferies |             |

## Geboren
- Wilhelm Bastiné
- Paul Frank († 1976)
- Sinclair Lewis († 1951)
- Hanns Prehn von Dewitz
- Colin Ross († 1945)

## Gestorben
- Andrew Blair (* 1849)